# Brian Baxter Arroyo López
Brian Baxter Arroyo López (* 24. Februar 1985 in Mexiko-Stadt) ist ein mexikanischer Eishockeyspieler, der seit 2012 bei den Lerma Estado Ice Sharks in der Liga Mexicana Élite unter Vertrag steht.

## Karriere
Brian Baxter Arroyo López begann seine Karriere als Eishockeyspieler in der Nachwuchsabteilung von Druschba-78 Charkiw, für das er von 2001 bis 2004 in der Ukraine aktiv war. Von 2005 bis 2008 spielte der Verteidiger für San Jeronimo in seiner mexikanischen Heimat, ehe er jeweils eine Spielzeit lang in der Suomi-sarja, der dritten finnischen Spielklasse, für Luja HT Huittinen und Imatran Ketterä auflief. 2010/11 trat er in der Saison 2010/11 für den HK Kompanjon-Naftohas Kiew in der ukrainischen Eishockeyliga an, bevor in seine mexikanische Heimat zurückging, wo er zunächst derzeit für die Puebla Talaveros in der halbprofessionellen Liga Mexicana Élite auf dem Eis stand. 2013 wechselte er zum Ligakonkurrenten Lerma Estado Ice Sharks.

### International
Für Mexiko nahm Arroyo López an den Weltmeisterschaften der Division II 2006, 2007, 2008, 2009, 2010, 2012, 2013, 2014, 2015 und 2016, als er mit acht Treffern gemeinsam mit den Australiern Cameron Todd und Mitchell Humphries zweitbester Torschütze hinter deren Landsmann Wehebe Darge war, teil. 2013 wurde er als bester Stürmer der Gruppe B der Division II und bester Spieler seiner Mannschaft ausgezeichnet. Zudem nahm er an den Olympiaqualifikationen für die Spiele in Vancouver 2010, in Sotschi 2014 und in Pyeongchang 2018 teil, bei denen die mexikanische Mannschaft aber jeweils bereits in der Vorqualifikation ausschied. Außerdem stand er bei den Pan-amerikanischen Eishockeyturnieren 2014, 2015 und 2016, bei denen er jeweils mit seinem Team den zweiten Rang belegte, auf dem Eis.

## Erfolge und Auszeichnungen
- 2013 Bester Stürmer der Weltmeisterschaft der Division II, Gruppe B